# Mbat
Mbat est un village du Cameroun situé dans le département du Donga-Mantung et la Région du Nord-Ouest, à la frontière avec le Nigeria. Il fait partie de la commune de Nwa.

## Population
En 1970 Mbat comptait 203 habitants, principalement Mfumte.
Lors du recensement de 2005, 427 habitants y ont été dénombrés.
C'est l'une des 16 localités où l'on parle le mfumte, une langue des Grassfields.